# (3301) Jansje
(3301) Jansje es un asteroide perteneciente al cinturón de asteroides, descubierto el 6 de febrero de 1978 por el equipo del Observatorio Perth desde el Observatorio Perth, Bickley, Australia.

## Designación y nombre
Designado provisionalmente como 1978 CT. Fue nombrado Jansje en honor a "Jansje Verveer", madre del astrónomo holandés Arie Verveer, un miembro del equipo del Observatorio Perth.